# Општина Грамада
Општина Грамада (буг. Община Грамада) је општина на северозападу Бугарске и једна од једанаест општина Видинске области. Општински центар је град Грамада. Према подацима са пописа из 2021. године општина је имала 1.345 становника. Простире се на површини од 184,21 km².
Општина се налази у централном делу Видинске области и на истоку се граничи са општином Видин, на југоистоку са општином Димово, на југу са општином Макреш, а на северозападу се граничи са општином Кула.

## Насељена места
Општину чине осам насељених места од којих једно има статус града, а осталих 7 статус села:
- Бојаново
- Бранковци
- Водна
- Грамада
- Медешевци
- Милчина Лака
- Срацимирово
- Тошевци